# Stratton St Michael
Stratton St Michael är en by i civil parish Long Stratton, i distriktet South Norfolk, i grevskapet Norfolk i England. Byn är belägen 12 km från Wymondham. Stratton St Michael var en civil parish fram till 1935 när blev den en del av Long Stratton. Civil parish hade 249 invånare år 1931.